# Péla
Péla eller pèlâ är en maträtt baserad på potatis och ost. Maträtten har sitt ursprung i massif des Bornes eller Aravis i Haute-Savoie. Péla tillagas genom att potatis tärnas, ofta utan att först skalas, och steks i olja i en stekpanna med långt skaft varefter man tillsätter lök och ost, företrädesvis reblochon. När osten smält ner är anrättningen klar.  Receptet på tartiflette är en avledning från péla, med skillnaden att tartiflette görs i ugn och med skivor av skalad kokt potatis istället för råstekta tärningar samt att péla inte innehåller bacontärningar.

## Etymologi
Ordet härstammar i det savojiska ordet pélâ som motsvarar poêlée (en sammansatt rätt tillagad i stekpanna) i modern franska. 